# 可疑翼手参
可疑翼手参（学名：Colochirus anceps）为瓜参科翼手参属的动物。分布于印度尼西亚、菲律宾、澳大利亚以及中国大陆的福建、广东、广西、海南、香港等地，多生活于沿岸浅海以及从潮间带到水深10米的泥底或沙底。该物种的模式产地在香港。